# Paul Durand-Ruel
Paul Durand-Ruel (31. oktober 1831, Pariz - 5. februar 1922, Pariz) je bil francoski trgovec z umetninami, ki je povezan z impresionisti in barbizonsko šolo. Bil je eden prvih trgovcev sodobne umetnosti, ki je podpiral svoje slikarje s štipendijami in samostojnimi razstavami.

## Zgodnje življenje
Rodil se je kot Paul-Marie-Joseph Durand-Ruel v Parizu, njegov oče je bil prodajalec slik. Leta 1865 je mladi Paul prevzel družinsko podjetje, ki je predstavljalo umetnike, kot sta Corot in barbizonska šola francoskega krajinskega slikarstva. Leta 1867 je preselil svojo galerijo iz Rue de la Paix 1 v Parizu na  Rue Laffitte 16, s podružnico na Rue Le Peletier 111. V 1860-ih in zgodnjih 1870-ih je bil Durand-Ruel pomemben zagovornik in uspešen trgovec z umetninami barbizonske šole. Vendar je kmalu vzpostavil tudi odnos s skupino slikarjev, ki so postali znani kot impresionisti.

## London
V času francosko-pruske vojne (1870–71) je Durand-Ruel zapustil Pariz in pobegnil v London, kjer se je srečal s številnimi francoskimi umetniki, med njimi  Daubignyjem,  Monetom in  Pissarrojem . Decembra 1870 je odprl prvo od desetih letnih razstav Društva francoskih umetnikov v svoji novi londonski galeriji na New Bond Street 168, pod vodstvom Charlesa Deschampa.

## Impresionizem
Umetniški in modni potencial impresionizma je priznal že leta 1870, njegova prva velika razstava pa je bila v njegovi londonski galeriji leta 1872. Sčasoma je imel Durand-Ruel razstave impresionizma in drugih del (vključno z ameriškim slikarjem Jamesom Abbott McNeill Whistlerjem, ki je živel v Londonu), v svojih pariških in londonskih galerijah. Svoje delo je prinesel tudi v New York, kjer so njegovi trije sinovi, Joseph, Charles in George, vodili galerijo, v zgodnjih dneh pa so menjavali ustaljene newyorške umetnike s francoskimi impresionisti in delali veliko za uveljavljanje priljubljenosti impresionistične umetnosti v Združenih državah. 
V zadnjih treh desetletjih 19. stoletja je postal Durand-Ruel najbolj znan trgovec z umetninami in najpomembnejši trgovski zagovornik francoskega impresionizma na svetu. Uspelo mu je vzpostaviti trg za impresionizem tako v Združenih državah kot v Evropi. Edgar Degas, Edouard Manet, Claude Monet, Berthe Morisot, Camille Pissarro, Pierre-Auguste Renoir, Alfred Sisley so med pomembnimi impresionističnimi umetniki, ki jih je Durand-Ruel pomagal vzpostaviti . Predstavljal je številne manj znane umetnike, med drugim Maximea Dethoma ali Hugues Merleja.
V zvezi z odprtostjo Američanov do impresionizma je Durand-Ruel nekoč dejal: »Ameriška javnost se ne smeje. Nakupuje!«  »Brez Amerike«, je rekel, »bi bil izgubljen, uničen, potem ko sem imel kupil toliko Moneta in Renoarja. Dve razstavi leta 1886 sta me rešili. Ameriška javnost je zmerno kupovala. . . toda zahvaljujoč javnosti so Monetu in Renoirju omogočili, da živita in potem je sledila francoska javnost«. 
Durand-Ruel je hudo tekmoval s pariškim trgovcem umetnin Georgesom Petitom (1856–1920).
Bil je predmet velike začasne razstave z naslovom »Invention impresionizem«, ki je potekala v Narodni galeriji v Londonu leta 2015 .